# Ultrabithorax
Ultrabithorax, Ubx – gen występujący u owadów, należący do rodziny genów homeotycznych. Jak wiele genów homeotycznych, działa jako czynnik transkrypcyjny. U Drosophila melanogaster ulega ekspresji w trzecim segmencie tułowia (T3) i pierwszym odwłokowym (A1). Nie dopuszcza do tworzenia się skrzydeł. Gen Ubx odpowiada więc za ilość tworzących się skrzydeł i odnóży, które posiada dorosła muchówka. Ulega aktywacji w sytuacji niedoboru białek Hunchback (hb). Większe stężenia białek Hunchback występują jedynie w przednim i tylnym obszarze zarodka, wobec czego Ubx podlega ekspresji jedynie w środkowym obszarze embrionu. Tak więc gen hb może odgrywać istotną rolę w wytworzeniu się granic ekspresji Ubx.
Rola, jaką Ubx odgrywa w ontogenezie, determinowana jest w procesie splicingu podczas rozwoju. Pewne czynniki splicingowe w konkretnych komórkach pozwalają tym komórkom na regulację swej roli w rozwoju osobnika. Odbywa się to poprzez tworzenie odmiennych wariantów splicingowych czynników transkrypcyjnych. U Drosophila melanogaster istnieje przynajmniej 6 różnych izoform białka Ubx.

## Target
Targetem Ubx są setki różnych genów na różnych etapach morfogenezy. Zaliczają się do nich geny pełniące funkcje regulacyjne, jak czynniki transkrypcyjne, cząsteczki biorące udział w sygnalingu i geny kończące proces różnicowania się komórek.
Ubx wpływa na ekspresję genów. Dzięki niemu represji ulegają wybrane geny Dpp w przedniej i tylnej osi. Ubx unieczynnia również Wingless w dystalnym przedziale osi grzbietowo-brzusznej. Ponadto Ubx selektywnie hamuje jeden z enhancerów westigialnych genów osi proksymalno-dystalnej.

## Regulacja
Ekspresję Ubx ogranicza długie niekodujące RNA Bxd.
Ubx oprócz swej dobrze znanej funkcji czynnika transkrypcyjnego tworzy także materiał in vitro. Makroskalowo występuje wtedy w formie włókien, lin czy kartek papieru i może powstawać z rekombinowanego białka Ubx, formującego się samodzielnie w sprzyjających warunkach. Ubx w takiej formie jest mechanicznie wytrzymałe. Zmieniając średnicę włókna, siła potrzebna do zgięcia i odkształcenia oraz moduł Younga mogą być zmieniane w zakresie rzędu wielkości, w wielkim stopniu modyfikując mechanizm rozszerzania.